# Emre Yetimoğlu
Emre Yetimoğlu (7 april 2003) is een Nederlands voetballer van Turkse afkomst die als middenvelder voor SV Meerssen speelt.

## Carrière
Emre Yetimoğlu speelde in de jeugd van Koninklijke UD, WSV, Go Ahead Eagles en weer WSV. In 2021 speelde hij van september tot november voor Valdres FK, wat uitkwam op het vijfde niveau van Noorwegen. Hierna keerde hij terug naar Nederland, waar hij in de jeugd van DVS '33 en MVV Maastricht speelde. In het seizoen 2023/24 maakte hij deel uit van de eerste selectie van MVV Maastricht. Hij speelde zijn enige wedstrijd voor MVV op 12 januari 2024, in de met 5-2 verloren uitwedstrijd tegen SC Cambuur. Hij kwam in de 88e minuut in het veld voor Marko Kleinen. In 2024 vertrok hij naar SV Meerssen.

### Statistieken
| Seizoen                       | Club           | Land           | Competitie      | Competitie | Competitie | Beker | Beker | Totaal | Totaal |
| Seizoen                       | Club           | Land           | Competitie      | Wed.       | Dlp.       | Wed.  | Dlp.  | Wed.   | Dlp.   |
| ----------------------------- | -------------- | -------------- | --------------- | ---------- | ---------- | ----- | ----- | ------ | ------ |
| 2021                          | Valdres FK     | Noorwegen      | 4. divisjon     | 3          | 0          | 0     | 0     | 3      | 0      |
| 2023/24                       | MVV Maastricht | Nederland      | Eerste divisie  | 1          | 0          | 0     | 0     | 1      | 0      |
| 2024/25                       | SV Meerssen    | Nederland      | Derde divisie B | 11         | 2          | 1     | 0     | 12     | 2      |
| Carrièretotaal                | Carrièretotaal | Carrièretotaal | Carrièretotaal  | 15         | 2          | 1     | 0     | 16     | 2      |
| Bijgewerkt op 31 januari 2025 |                |                |                 |            |            |       |       |        |        |